# 州际公路桥
州际公路桥（英語：Interstate Bridge，又称为哥伦比亚河州际公路桥，I-5桥, I-5 Bridge，波特兰-温哥华州际公路桥，Portland-Vancouver Interstate Bridge，温哥华-波特兰大桥，Portland-Vancouver Bridge）是美国的一对几乎垂直升降桁架桥，是5號州際公路跨过哥倫比亞河的通道，连接了华盛顿州温哥华和俄勒冈州波特蘭。旧桥修建于1917年，新桥修建于1958年，目前都为单向通行。